# Aeolidiidae
Aeolidiidae Gray, 1827 è una famiglia di molluschi nudibranchi.

## Tassonomia
La famiglia comprende i seguenti generi:
- Aeolidia Cuvier, 1798
- Aeolidiella Bergh, 1867
- Anteaeolidiella M. C. Miller, 2001
- Baeolidia Bergh, 1888
- Berghia Trinchese, 1877
- Bulbaeolidia Carmona, Pola, Gosliner & Cervera, 2013
- Cerberilla Bergh, 1873
- Limenandra Haefelfinger & Stamm, 1958
- Spurilla Bergh, 1864
- Zeusia Korshunova, Zimina & Martynov, 2017